# Anisomeridium
Anisomeridium (Müll. Arg.) M. Choisy  (rzędnik) – rodzaj grzybów z rodziny Monoblastiaceae. Ze względu na współżycie z glonami zaliczany jest do grupy  porostów.

## Systematyka i nazewnictwo
Pozycja w klasyfikacji według Index Fungorum: Monoblastiaceae, Monoblastiales, Dothideomycetidae, Dothideomycetes, Pezizomycotina, Ascomycota, Fungi.
Takson ten utworzył w 1928 r. Choisy przez podniesienie do rangi rodzaju jednej z sekcji rodzaju Arthopyrenia (Arthopyrenia sect. Anisomeridium Müll. Arg).
Synonimy nazwy naukowej: Arthopyrenia sect. Anisomeridium Müll. Arg., Compsosporiella Sankaran & B. Sutton, Ditremis Clem., Lembidium Körb., Microthelia Körb., Sarcinulella B. Sutton & Alcorn.
Nazwa polska według W. Fałtynowicza.

## Gatunki występujące w Polsce
- Anisomeridium biforme (Borrer) R.C. Harris 1978 – rzędnik dwukształtny
- Anisomeridium macrocarpum (Körb.) V. Wirth 1980[4] – rzędnik większy
- Anisomeridium polypori (Ellis & Everh.) M.E. Barr 1996 – rzędnik hubowy
- Anisomeridium ranunculosporum (Coppins & P. James) Coppins 2002 – rzędnik jaskrowaty

Nazwy naukowe na podstawie Index Fungorum. Nazwy polskie według checklist Fałtynowicza.